# مؤيد الطليحي
مؤيد الطليحي مواليد 21 أبريل 1993 في، السعودية، هو لاعب كرة قدم سعودي يلعب حالياً في نادي طويق.

## مسيرة اللاعب
كانت بداياته مع نادي التقدم و انتقل إلى الحزم في عام 2011 و وقع في عام 2018 مع نادي الخلود و لعب بعدها مع نادي البكيرية ونادي طويق.

## الحياة الشخصية
هو الشقيق الأكبر للاعب راكان الطليحي.

## روابط خارجية
- مؤيد الطليحي على موقع Soccerway.com (الإنجليزية)